# Povcea, Dubno
Povcea (în ucraineană Повча) este localitatea de reședință a comunei Povcea din raionul Dubno, regiunea Rivne, Ucraina.

## Demografie
Componența lingvistică a localității Povcea
     Ucraineană (99,16%)
     Alte limbi (0,84%)
Conform recensământului din 2001, majoritatea populației localității Povcea era vorbitoare de ucraineană (99,16%), existând în minoritate și vorbitori de alte limbi.